# MediaInfo
MediaInfo是一款自由开源的应用程序，它可以显示媒体文件相关的技术信息，以及许多音频和视频文件的标签信息。它已被许多程序使用，例如XMedia Recode、MediaCoder、eMule和K-Lite Codec Pack。使用所提供的MediaInfo.dll，它可以被轻松地集成到任何程序中。MediaInfo支持大量流行的视频格式（例如AVI、WMV、QuickTime、Real、DivX、XviD）以及有些使用范围较小或新兴的格式，例如包含WebM的MKV。2012年的MediaInfo 0.7.57也以PortableApps格式进行了分发。
MediaInfo提供一个命令行接口以便于在所有支持的平台上显示提供的信息。此外，在Microsoft Windows和Mac OS X上查看信息的图形用户界面版本也已提供。想使用该软件的Windows图形用户界面版本的作者可以选择下载捆绑OpenCandy安装程序的版本以支持软件的作者。

## 技术信息
MediaInfo提供如下信息：
- 常规：标题、作者、导演、专辑、轨道编号、日期、时长
- 视频：编码器、长宽比、帧率、比特率
- 音频：编码器、采样率、频道、语言、比特率
- 文本：字幕语言
- 章节：章节号、章节列表[6]

MediaInfo 0.7.51及更新版本可选从标签或根据计算检索编码器信息。因此在存在误导性标签的情况下，编码器信息可能会错误呈现。
- MediaInfo安装程序现在捆绑“OpenCandy”。不过，您也可以不安装它并继续安装流程。

### 支持的输入格式
MediaInfo支持几乎任何视频和音频文件，其中包括：
- 视频：MXF（英语：Material_Exchange_Format）、MKV、OGM、AVI、DivX、WMV、QuickTime、RealVideo、MPEG-1、MPEG-2、MPEG-4、DVD-Video (VOB)、DivX、Xvid、MSMPEG4（英语：MSMPEG4）、ASP（英语：Advanced_Simple_Profile）、H.264（Mpeg-4 AVC（英语：Mpeg-4_AVC））
- 音频：OGG、MP3、WAV、RealAudio、AC3、DTS、AAC、M4A、AU（英语：Au_file_format）、AIFF
- 字幕：SRT（英语：.srt）、SSA、ASS、SAMI（英语：SAMI） [6]

### 支持的操作系统
MediaInfo支持Microsoft Windows XP及更高版本、Mac OS X、Solaris和许多Linux和BSD发行版。MediaInfo还提供了源代码，所以基本上任何操作系统和平台都可以被支持。旧版本0.7.60支持Windows 95至Windows 2000。
Doom9给MediaInfo开发者的一个主题中涵盖了简化和修改过的实现。

## 许可
截至0.7.62版本，MediaInfo函数库使用GNU宽通用公共许可证授权，GUI和CLI也按GNU宽通用公共许可证提供。从0.7.63版本开始，项目切换到BSD 2-clause license（"Simplified BSD License"）。